# 鶴尾神社4号墳
鶴尾神社4号墳（つるおじんじゃよんごうふん）は香川県高松市西春日町に所在する古墳時代前期の前方後円墳。国指定の史跡「石清尾山古墳群」の一つで、香川県最古の古墳と見られている。

## 概要
前方後円墳の特徴である鍵穴形ではなく、シャモジのような墳形をしているのが特徴である。これは時代が下るにしたがって定型化した鍵穴形の前方後円墳の祖形となったと思われている。

## 現状
- 古墳の脇はかつての採石場跡であり、幅300メートル・高さ50メートル以上の非常に高い断崖絶壁となっているため、柵により一般人の立ち入りは禁止されている[2]。
- 後円部は後述の採石によって削られ、そのまま崖へ落ち込んでいる。
- 埋葬施設の竪穴式石室は一旦発掘されたものの、その後保存のために埋め戻されている。

## 経緯

### 存在が知られるまで
昭和初期、石清尾山古墳群の分布調査が実施され、まず1934年（昭和9年）に石船塚古墳が国の史跡に指定された。その時点でこの鶴尾神社4号墳では伝世鏡「獣帯方格規矩四神鏡」の一部が出土したものの、古墳自体が史跡に指定されることはなかった。

### 採石場へ
1961年（昭和36年）、香川県の認可を得た四国砕石工業がこの古墳の直下で採石を開始した。採石場となった直下の斜面一帯は露天掘りの要領で大幅に削られ始める。すると、この斜面のピークに位置する古墳では、すぐ脇にまで断崖絶壁が迫るようになり、遂には古墳自体の後円部も土壌と一緒に削られる至った。そのため、1980年（昭和55年）に高松市は四国砕石工業に対して採石の中止を要請、翌年1981年（昭和56年）には約50年ぶりの発掘調査を行い、戦前に出土していた伝世鏡「獣帯方格規矩四神鏡」の欠損部分が新たに出土して完全形となったことは大きな話題となった。更に、築造の年代については全国最古級であることが判明し、古墳の始まりや国家の成り立ちなどを知るうえで非常に価値のある文化遺産として知られることになった。しかしこの古墳自体、採石場脇の不安定な崖の上で常に崩落の危険にさらされ続けたものの、具体的な保存措置がとられることはなく、事実上放置されてきた。

### 史跡指定へ
1989年（平成元年）8月14日には国指定の史跡「石清尾山古墳群」に追加指定され、古墳区域は公有化されるなど、文化財としての保存が始まる。
一方、直下で採石をしていた四国砕石工業に対しては史跡指定時に高松市が約1億1000万円の採石権消滅の損失補償を行い、県に採石業廃止届を提出したものの、その後も1996年ごろまで採石を続けていた。

### 保存
史跡の指定された後もこの古墳の危険な立地状態は変わらず、1996年と2000年の2回にわたって直前の崖面が小規模崩落し、2006年5月には大規模崩落を起こすなど、古墳にとって非常に危険な状態が継続する。
そこで高松市はその対策として1997年と1998年の2年間にわたって5000万円を予算化したものの、神社などと施工方法について折り合いがつかず、結局施工は出来なかった。
2008年度から高松市教育委員会による復元整備事業が計画されており、今後は古墳の麓に建設中の都市計画道路（高松市道木太鬼無線）の残土を使用して土盛り造成工事を行い、崖を解消する予定である。